# Origen y leyenda
Origen y leyenda es el decimoquinto álbum de estudio de la banda de rock española Medina Azahara, publicado en el año 2009 por PIAS Spain.
Este disco incluye una versión del tema de Las Grecas "Te Estoy Amando Locamente", con la participación de Carmela Muñoz Barull, exintegrante del dúo.

## Lista de canciones
1. "Aya, Recuerdos A Flamenco" - 1:56
2. "Origen Y Leyenda" - 4:23
3. "Aquí Me Tienes Hoy" - 3:47
4. "Te Estoy Amando Locamente" - 4:20
5. "A La Deriva" - 4:32
6. "Humo Y Papel"	- 4:14
7. "En Mi Jardín"	- 4:23
8. "Solo Con Su Dios" - 4:35
9. "Me Culpas De Todo" - 4:22
10. "Lo Que Me Estoy Perdiendo" - 4:41
11. "Amor"	- 4:47
12. "Río Por No Llorar" - 5:07
13. "Al Padre Santo De Roma" - 3:36
14. "Quien A Hierro Mata" - 4:37
15. "Que Te Quiero" - 4:26

## Créditos
- Manuel Martínez - voz
- Paco Ventura - guitarras
- Charly Rivera - bajo
- Manu Reyes - batería
- Manuel Ibáñez - teclados